# TZ Овна
TZ Овна (лат. TZ Arietis) — одиночная звезда в созвездии Овна. Находится на расстоянии приблизительно 14,5 световых лет (4,5 парсека) от Солнца. Это одна из ближайших к нам звёзд.

## Характеристики
TZ Овна представляет собой тусклую холодную звезду — красный карлик, имеющий массу, равную 14% массы Солнца. Это звезда 12 величины, которая не видна невооружённым глазом. TZ Овна является переменной, и относится к типу вспыхивающих звёзд.